# Flotzgrün
Flotzgrün ist eine künstliche Insel am Oberrhein, die durch die Rheinkorrektion Mitte des 19. Jahrhunderts entstand. Sie liegt südlich von Speyer zwischen dem linken Rheinufer und dem Berghäuser Altrhein. Sie gehört zur Gemeinde Römerberg im Rhein-Pfalz-Kreis in Rheinland-Pfalz.

## Nutzung
Die Insel entstand während der Tulla'schen Rheinkorrektion durch den Bau des Oberhauser Durchschnitts. Für den Durchschnitt wurde 1842 ein Leitgraben angelegt; zwei Jahre später nahm er den Talweg des Rheins auf. Flotzgrün ist 2,1 km lang und maximal 1,8 km breit und umfasst eine Fläche von 340 Hektar. Flotzgrün ist eingedeicht.
Auf 85 Hektar im Nordwesten betreibt die Firma BASF eine Deponie, auf der heute nicht recyclebarer Bauschutt und absolut nicht mehr verwertbare Produktionsrückstände (hochgiftiger Sondermüll) gelagert werden. Die Anfuhr des Deponiegutes geschieht mit dem Schiff. Was in früheren Jahren dort deponiert wurde, ist laut BASF jedoch unbekannt. Die Deponie hat einen älteren Deponieteil mit Oberflächenabdichtung, jedoch ohne qualifizierte Basisabdichtung von ca. 31 ha und einen neueren Teil mit Oberflächen- und qualifizierter Basisabdichtung. Um die Trinkwasserversorgung der Stadt Speyer zu sichern, werden jedes Jahr etwa 130000 Kubikmeter Wasser abgepumpt und mit dem Schiff nach Ludwigshafen am Rhein in die werkseigene Kläranlage verbracht. Eingetragen werden u. a. Mecoprop, Bentazon, 1.4-Dioxan, 1.3.5-Trioxan, Sulfonsäuren. Für die Sicherung der älteren Deponiebereiche ohne qualifizierte Basisabdichtung müssten 8,6 Millionen Tonnen Altabfälle ausgebaggert und verbrannt werden. Die Maßnahmen würden 30 Jahre dauern und zwischen 2,6 bis 3,5 Milliarden Euro kosten.
Der südliche, ebenfalls von einem Ringdeich umgebene Teil der Insel wird landwirtschaftlich genutzt. 165 Hektar dieser Fläche gehören zu einem der Polder des Integrierten Rheinprogramms, mit dem am Oberrhein der Schutz vor einem 200-jährlichen Hochwasser wiederhergestellt werden soll, der durch die Eindeichung von Flussauen und den Bau von Staustufen am südlichen Oberrhein verlorengegangen war.
Bei Hochwasser wird der Polder Flotzgrün sechs Stunden nach dem Polder Wörth/Jockgrim geflutet. Die Flutung erfolgt über zwei Ein- und Auslassbauwerke, die den Polder im Süden und im Norden mit dem Berghäuser Altrhein verbinden. Die Bauwerke können durch eine 13,5 Meter breite und drei Meter hohe Fischbauchklappe jeweils bis zu 110 Kubikmeter Wasser pro Sekunde in den Polder fließen lassen. Im Polder können bis zu fünf Millionen Kubikmeter Wasser gespeichert werden. Das Planfeststellungsverfahren für den Polder wurde 1998 durchgeführt, die Inbetriebnahme erfolgte 2002. Es wurden acht Millionen Euro investiert. Benachbarte Polder liegen stromaufwärts bei Mechtersheim sowie auf der Rheinschanzinsel am anderen Rheinufer.

## Natur
Die Insel einschließlich des umgebenden Altrheinarms liegt im Landschaftsschutzgebiet Pfälzische Rheinauen. Die Altgewässer einschließlich der Ufergehölze im Süden und Westen der Insel bilden das Naturschutzgebiet Flotzgrün. Auf der Insel liegt das Naturdenkmal Elslache, eine wechselfeuchte Pfeifengraswiese mit seltenen Pflanzen und Tieren.

Bilder von Flotzgrün
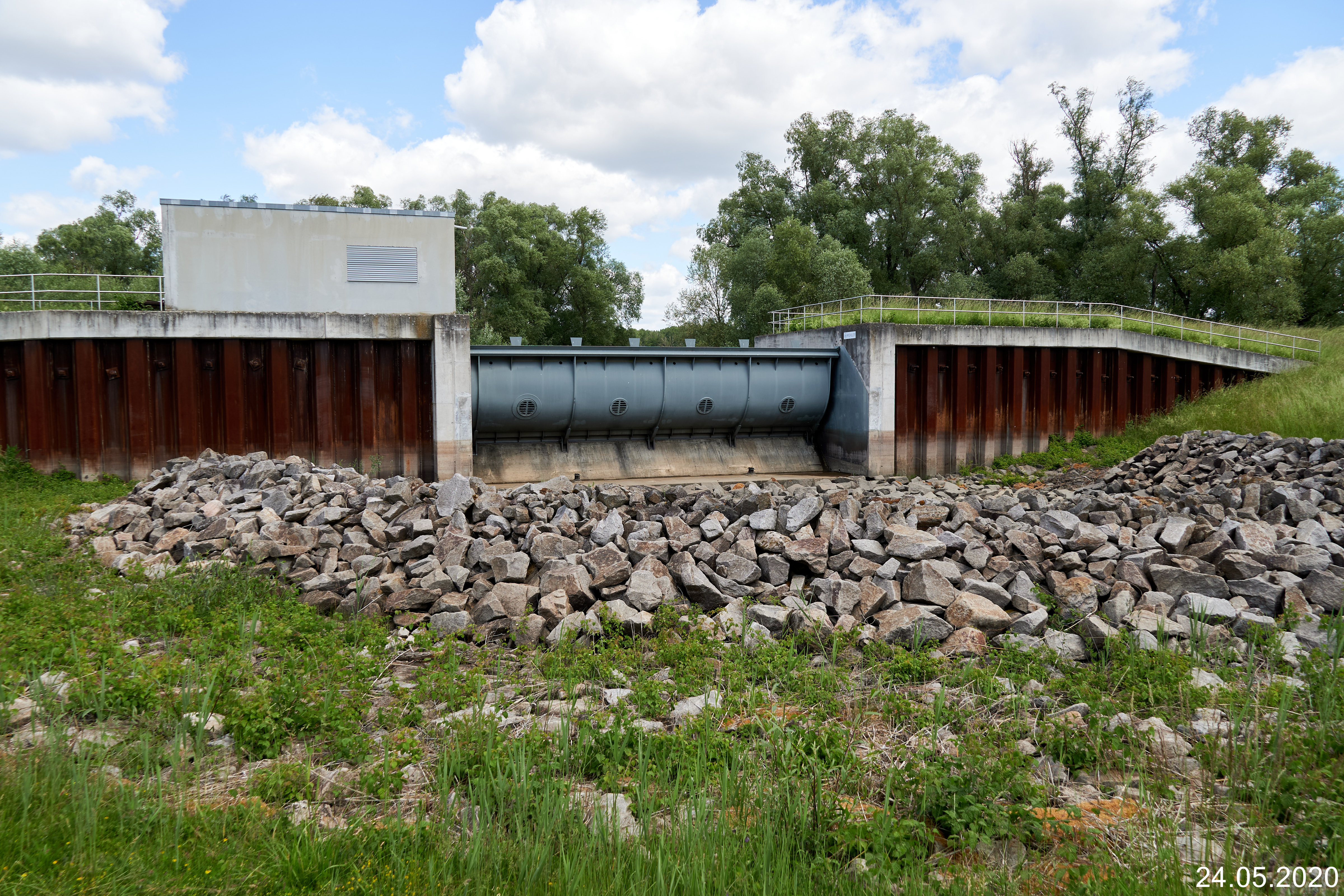
Bauwerk Nord des Polders
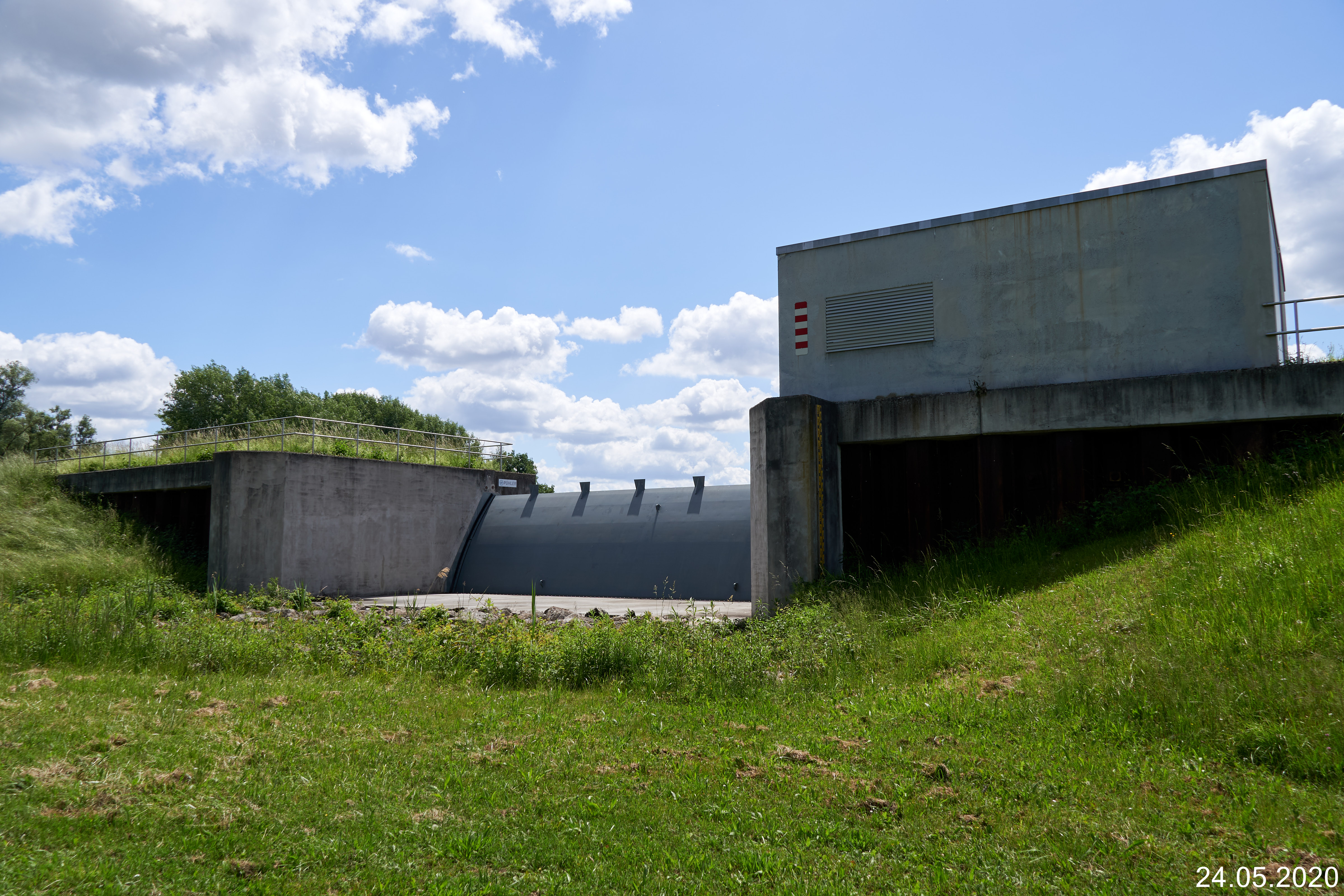
Bauwerk Nord des Polders
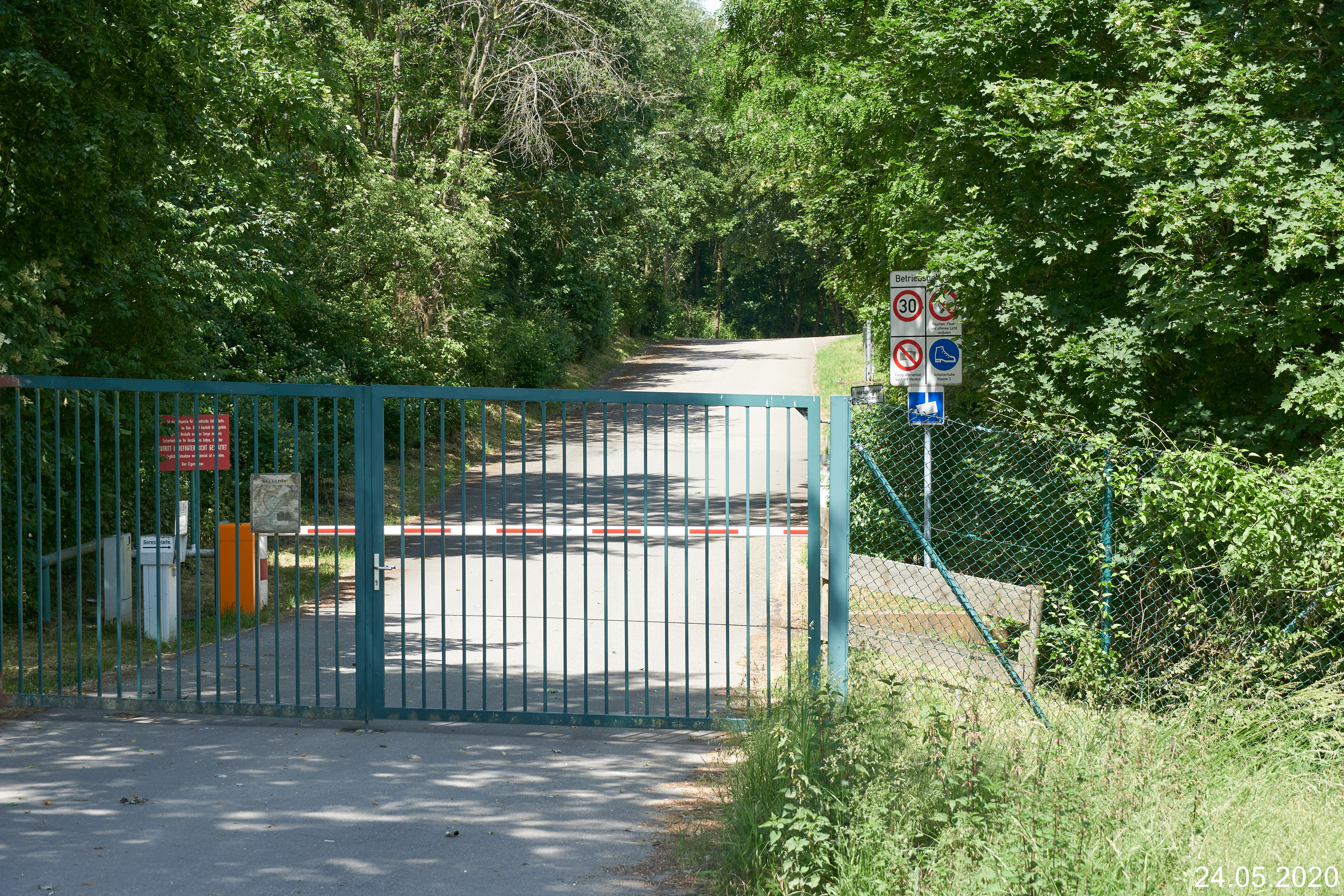
Zufahrt zur Deponie
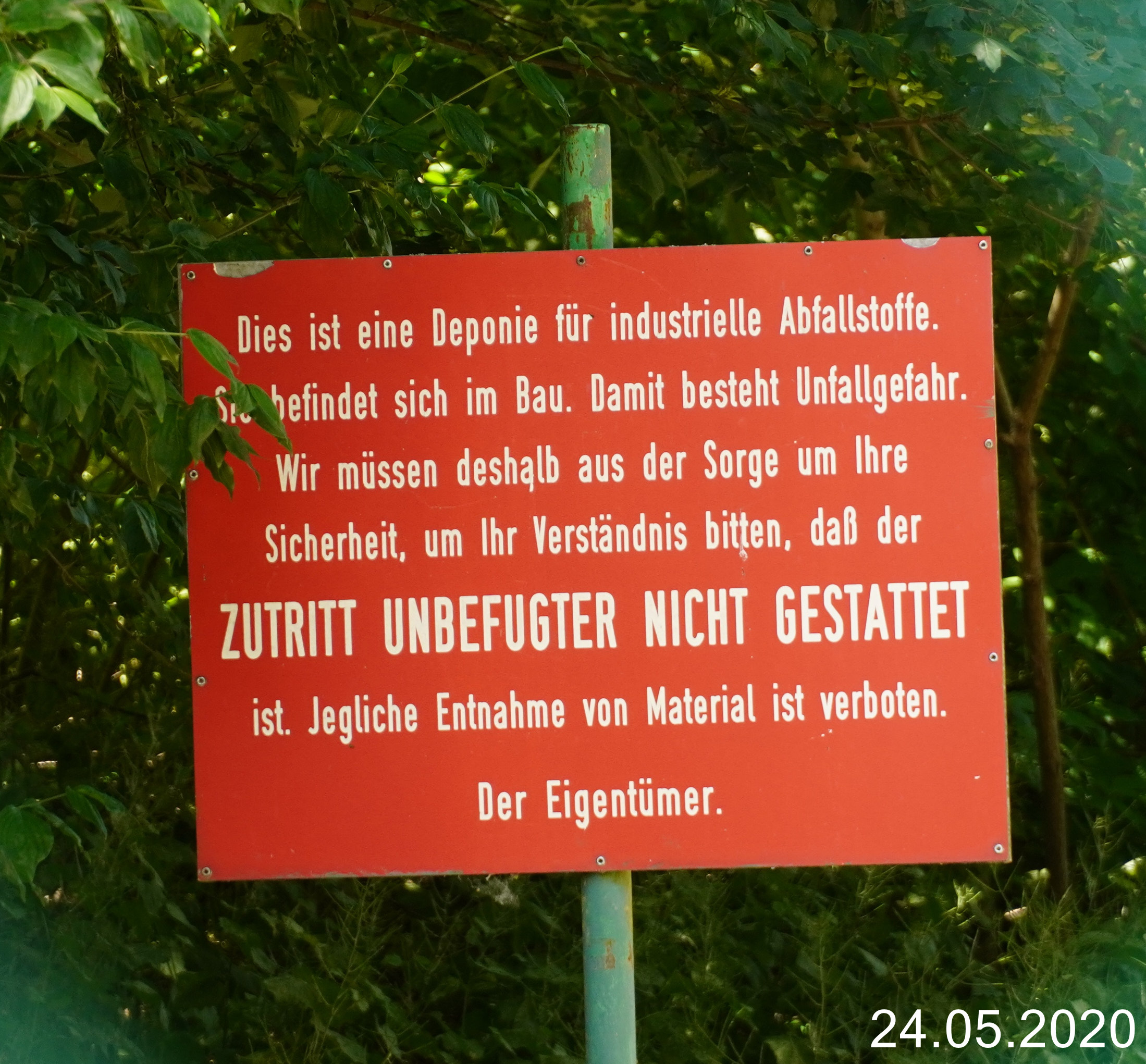
Zufahrt zur Deponie
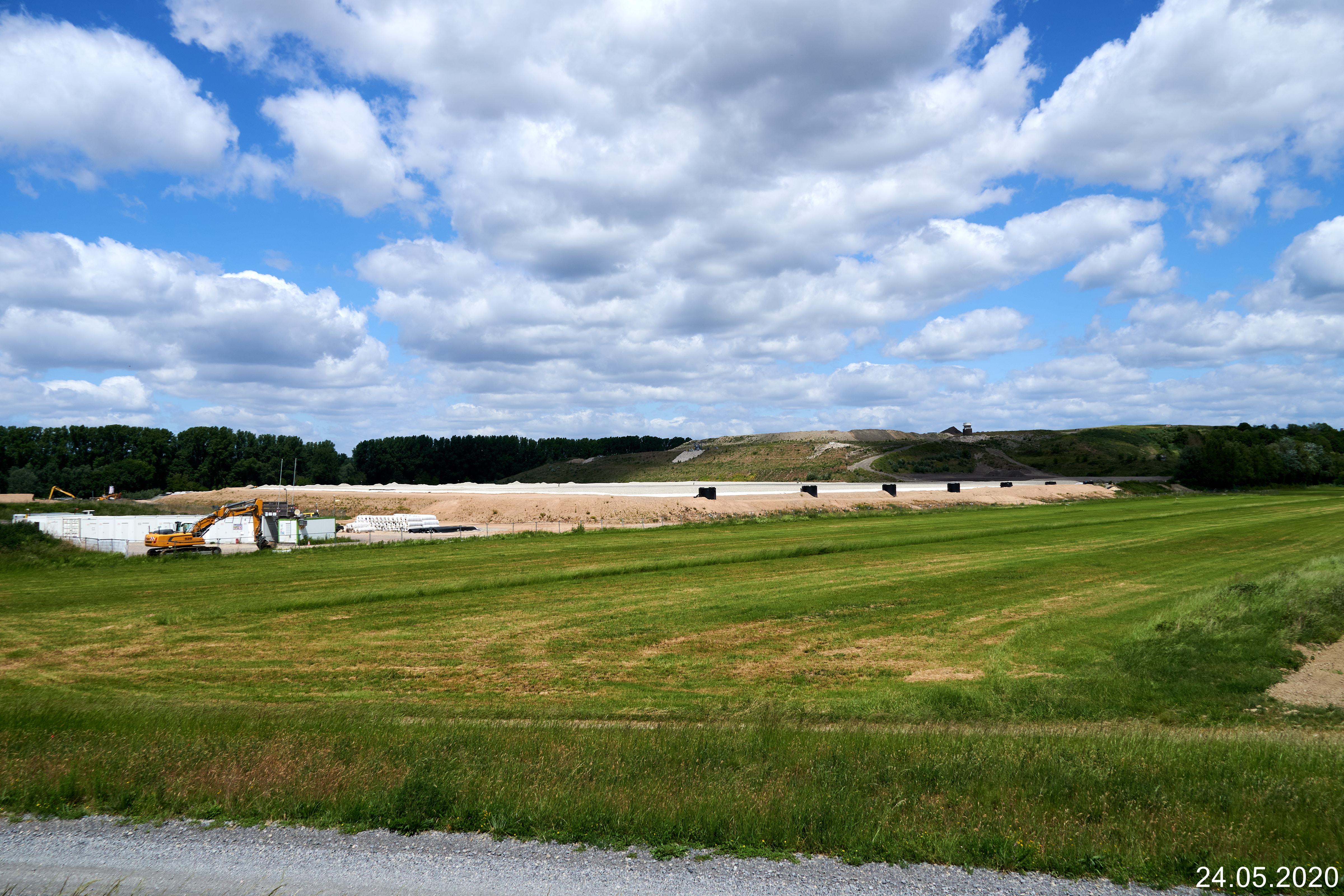
Deponie
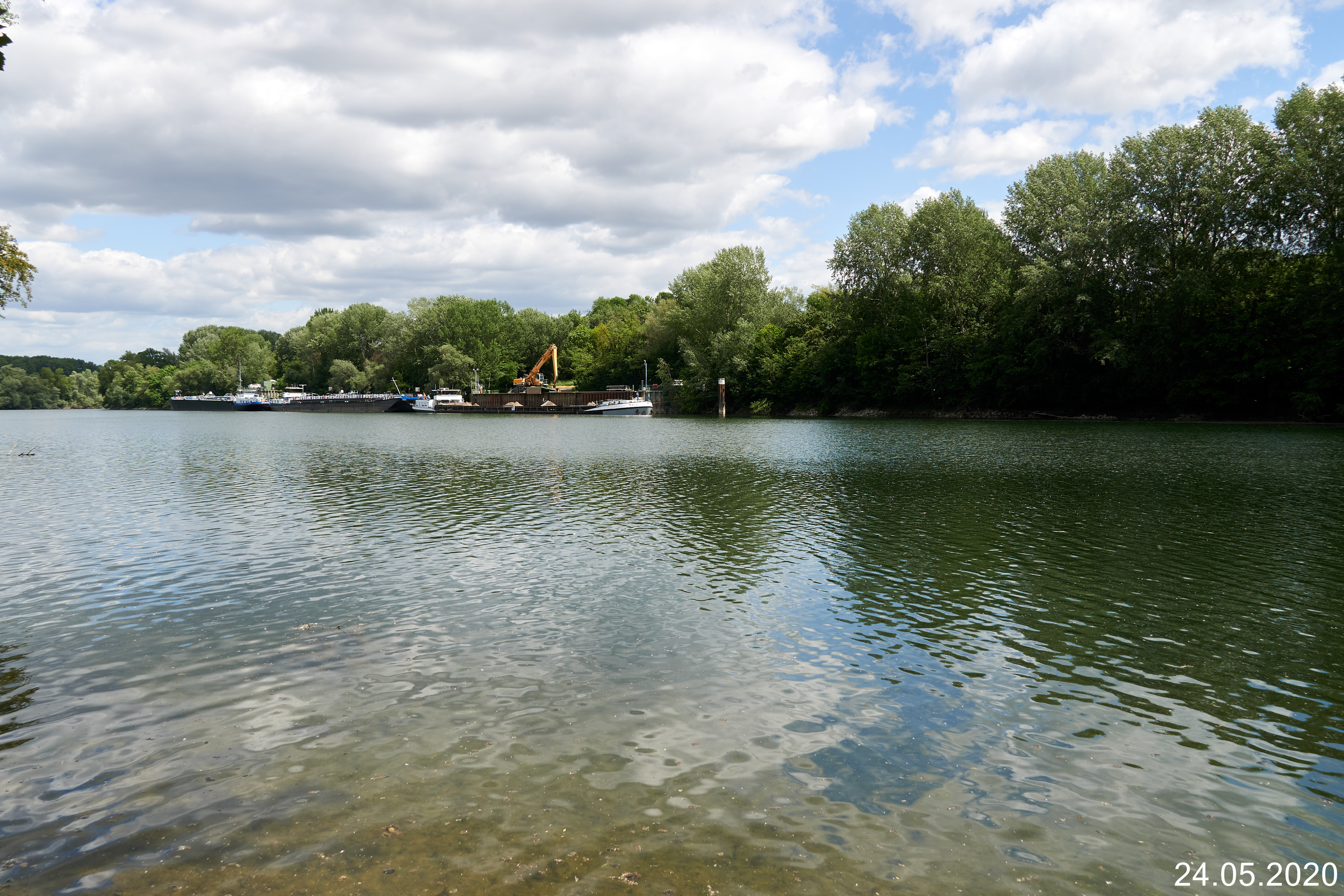
Müllentladestelle im Altrhein